# York (Arizona)
Pour les articles homonymes, voir York (homonymie).
York est une census-designated place du comté de Greenlee, dans l'État de l'Arizona, aux États-Unis. En 2020, elle compte une population de 599 habitants.